# Svartstjärtad mås
Svartstjärtad mås (Larus crassirostris) är en östasiatisk fågel i familjen måsfåglar inom ordningen vadarfåglar.

## Utseende och läten
Svartstjärtad mås är en medelstor mås med en kroppslängd på 43–51 centimeter och 126–128 centimeter i vingbredd. Huvudet är vitt, ovansidan är skiffergrå och vingspetsarna är helsvarta helt utan eller endast små vita fläckar som flera andra liknande trutar har. Karakteristiskt är förutom det svarta ändbandet på stjärten, som gett fågeln sitt namn, också den röda och svarta fläcken längst ut på den relativt långa näbben. Benen är gula. Fågelns läte är ett djupt kattlikt jamande som återspeglas i artens namn på japanska (umineko, "havskatt") och koreanska (gwaeng-yi, "kattmås").

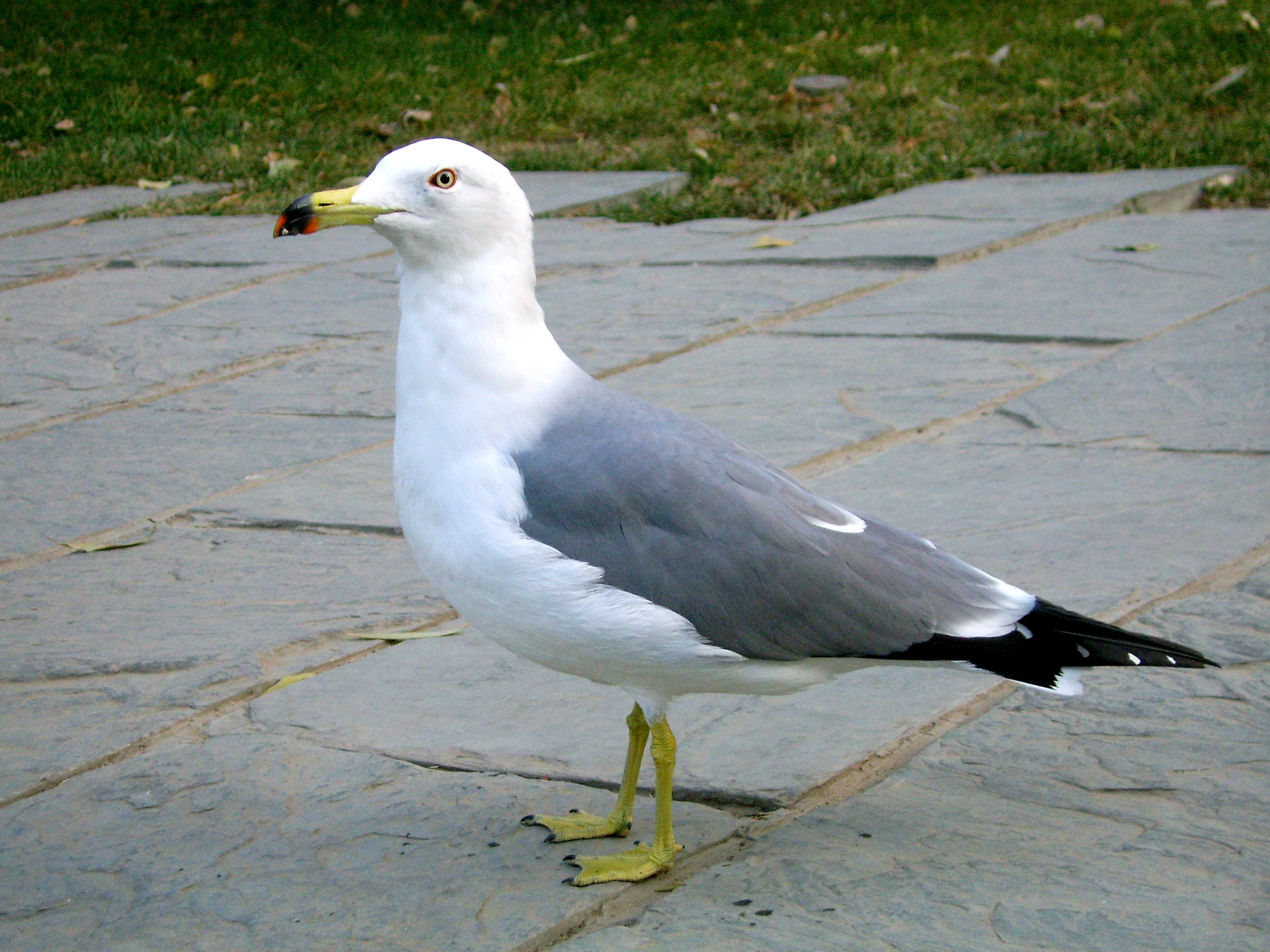
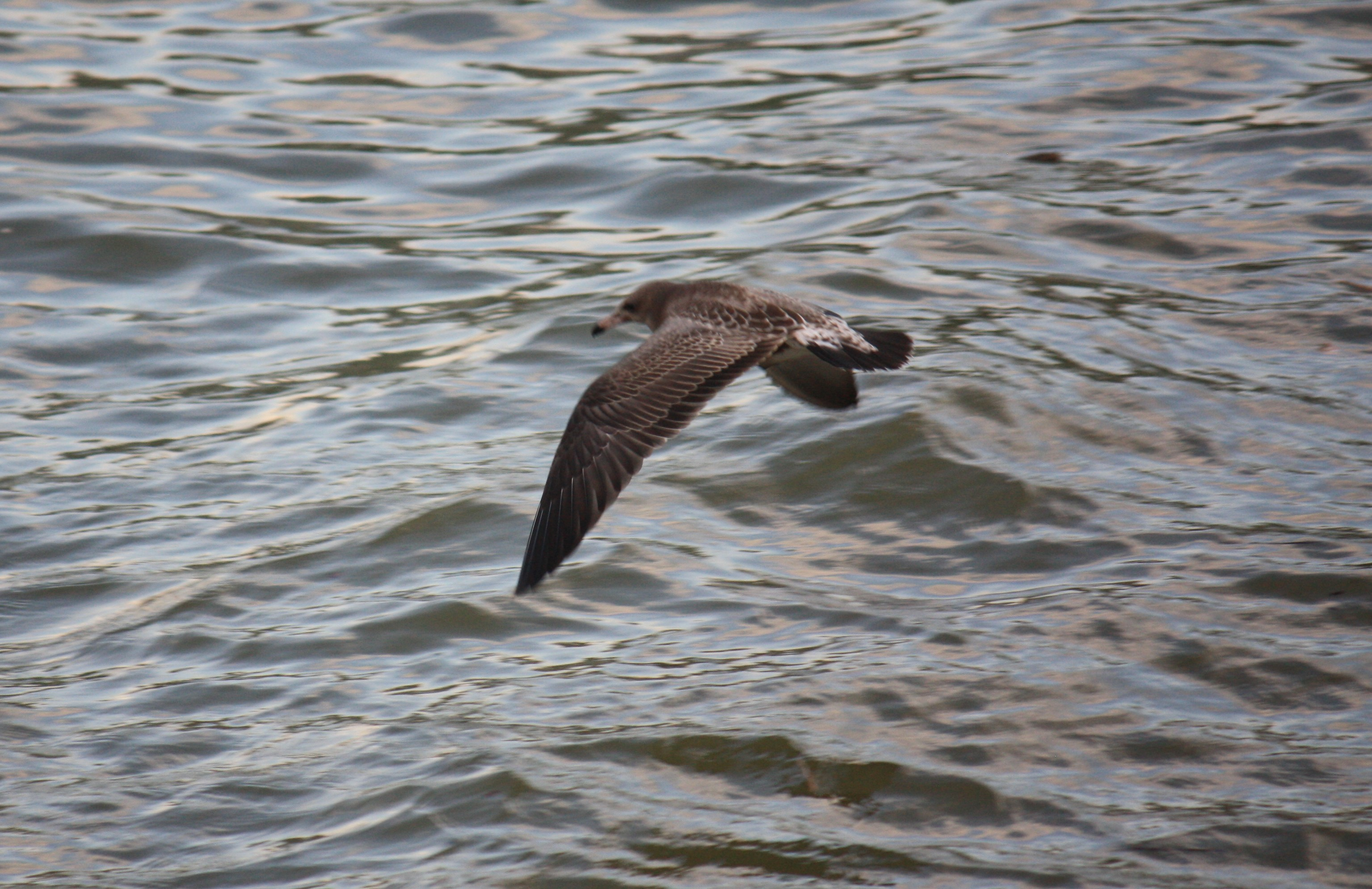
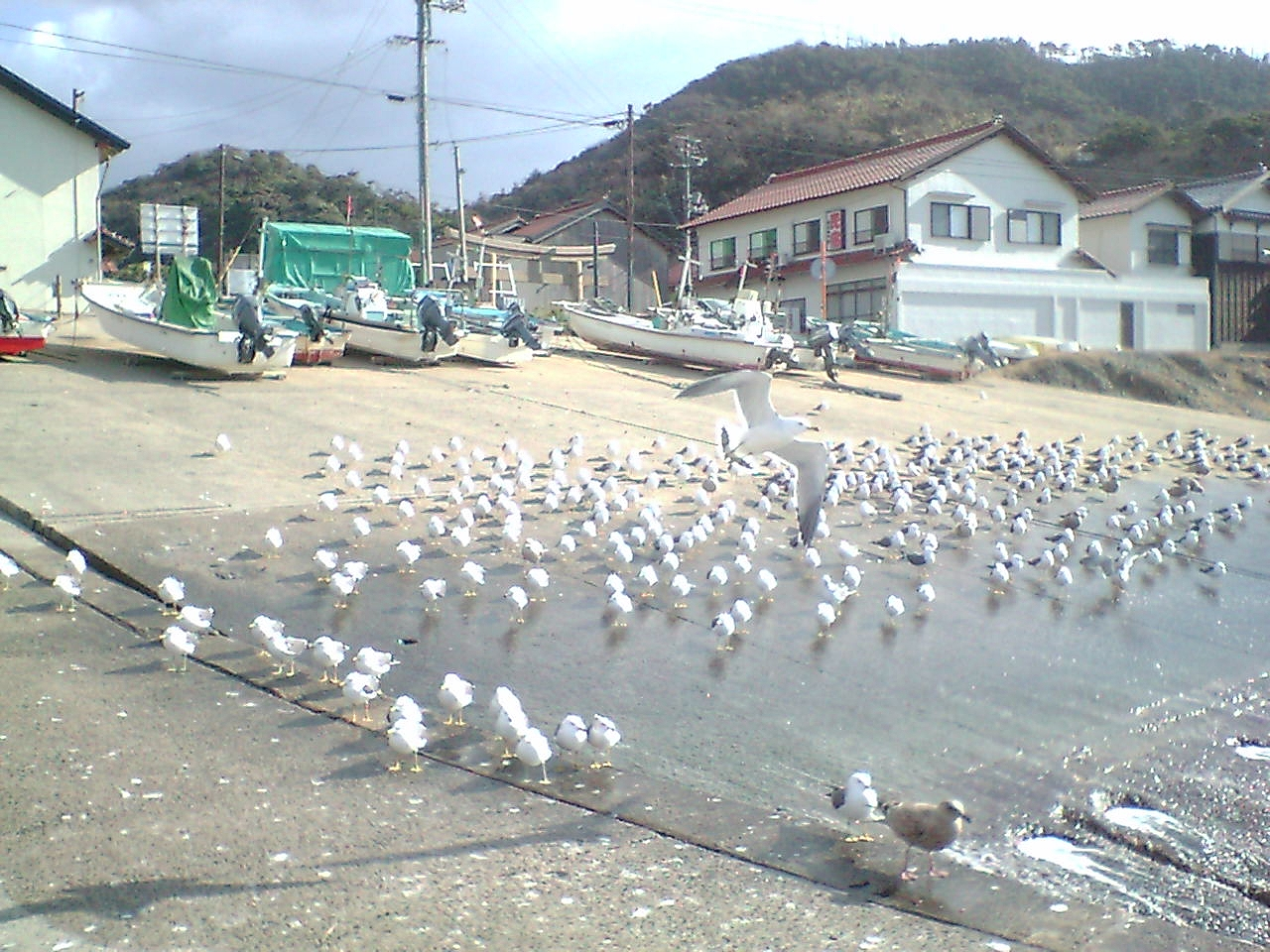

## Utbredning och systematik
Arten häckar i sydöstra Ryssland (inklusive Kurilerna och Sachalin), Japan, på Koreahalvön samt i östra Kina (Shandong, Zhejiang och Fujian). Vintertid är den vidare spridd och påträffas söderut till norra Östkinesiska sjön. Tillfälligt har den påträffats i Taiwan, Vietnam, Thailand och Filippinerna men också så avlägset som Australien, Kanada, Mexiko och USA. Den behandlas som monotypisk, det vill säga att den inte delas in i några underarter.

### Släktskap
DNA-studier visar att arten tillhör en grupp med måsar och trutar som alla har ett svart ändband på stjärten (de sydamerikanska arterna perutrut och argentinatrut samt den australiska arten grovnäbbad trut) men även den avvikande amerikanska arten vithuvad mås. Dessa är i sin tur systergrupp till en samling vithuvade trutar som gråtrut och havstrut, men också fiskmås och ringnäbbad mås.

## Levnadssätt
Svartstjärtad mås återfinns utmed kuster, i vikar och i flodmynningar. Dess föda varierar både geografiskt och under året och inkluderar småfisk, kräftdjur, insekter, as, mollusker och havsborstmaskar. Den följer gärna fiskbåtar och kan ha ett kleptoparasitiskt beteende, det vill säga att den stjäl mat från andra djur.
Arten häckar i kolonier på sandiga eller klippiga kuster eller på klippöar. Många kolonier kan innehålla över 10.000 par.

## Status och hot
Arten har ett stort utbredningsområde och en stor population med stabil utveckling som inte tros vara utsatt för något substantiellt hot. Utifrån dessa kriterier kategoriserar internationella naturvårdsunionen IUCN arten som livskraftig (LC). Världspopulationen uppskattas till 1,1 miljoner individer.

## Namn
Fågeln har på svenska även kallats japansk mås.